# Parmotrema lobuliferum
Parmotrema lobuliferum är en lavart som först beskrevs av Marcelo Pinto Marcelli & Célio Henrique Ribeiro 2002, och fick sitt nu gällande namn av O. Blanco, A. Crespo, Divakar, Elix & Lumbsch. Parmotrema lobuliferum ingår i släktet Parmotrema och familjen Parmeliaceae.   Inga underarter finns listade i Catalogue of Life.